# المتلازمة الغلصمية الأذنية الكلوية
المتلازمة الغلصمية الأذنية الكلوية هي اضطراب جيني بوراثة جسدية سائدة يصيب الكليتين والأذنين والعنق. يشار إلى هذا المرض أيضًا باسم متلازمة ميلنيك فريزر.

## الأعراض والعلامات
تنتج الأعراض والعلامات في المتلازمة الغلصمية الأذنية الكلوية عن الكليتين غير المتطورتين بشكل كاف (نقص التنسج الكلوي) أو الغائبتين، وما ينتج عنه من الداء الكلوي المزمن أو الفشل الكلوي. تشمل التشوهات في الأذنين وجود فتحات إضافية أمام الأذنين أو زوائد جلدية أمام الأذنين (الثؤلول المعلق أمام أمام الأذن) أو تشوهات إضافية تصل إلى غياب الأذن الخارجية (عدم تشكل الصيوان). يمكن أن يحدث تشوه أو غياب في الأذن الوسطى أيضًا، ويعاني المصابون من ضعف في السمح يتراوح بين البسيط والشديد. يمكن أن يصاب حاملو هذه المتلازمين أيضًا بكيسات أو نواسير على جانبي العنق. لدى بعض الأشخاص والعائلات تغيب التظاهرات الكلوية بشكل كلي. يمكن تسمية المرض في هذه الحالة باسم المتلازمة الغلصمية الأذنية (متلازمة بي أو).

## السبب
يعود سبب المتلازمة الغلصمية الأذنية الكلوية إلى طفرات في الجينات إي واي إيه 1 وإس آي إكس 1 وإس آي إكس 5 (يملك نحو 40% من الأشخاص المولودين بهذه المتلازمة طفرة في جين إي واي إيه). لوحظت عدة اضطرابات مختلفة في هذه الجينات لدى المصابين بهذا المرض.

## الآلية
تشير الدراسة الوراثية للمتلازمة الغلصمية الأذنية الكلوية إلى انتقالها بصفة جسدية سائدة، وأنها تنتج عن طفرة في جين إي واي إيه 1. تشير الوراثة الجسدية السائدة إلى كون الجين المصاب المسؤول عن هذا الاضطراب موجودًا على كروموزوم جسدي، والحاجة إلى نسخة واحدة فقط من الجين المصاب لإحداث الاضطراب، وذلك عند انتقاله من أحد الأبوين الذي يكون مصابًا بهذا المرض. يلعب هذا الجين دورًا في العديد من جوانب التكون الجنيني، وهو مهم في التطور الطبيعي للعديد من الأعضاء والأنسجة ومن ضمنها الأذنان والكليتان قبل الولادة.

## التشخيص
تشخيص المتلازمة الغلصمية الأذنية أو المتلازمة الغلصمية الأذنية الكلوية سريري بالدرجة الأولى، أي إنه يعتمد على ملاحظة المجموعة النموذجية من الأعراض. يملك نحو نصف المصابين فقط شذوذًا جينيًا قابلًا للكشف، وهي غالبًا في جين إي واي إيه 1 أو إس آي إكس 1 أو إس آي إكس 5.

## العلاج
يُوجه علاج المتلازمة الغلصمية الأذنية الكلوية إلى كل منطقة مصابة أو عضو مصاب بشكل منفصل. على سبيل المثال، يُعالج المرضى الذين يعانون من مشاكل في السمع بالدعم السمعي المناسب والمراقبة الحذرة لأي التهاب يصيب الأذن.
يجب أن يراقب الطبيب المختص أي مشاكل كلوية محتملة. يمكن أن تحتاج المشكلة الكلوية علاجًا جراحيًا اعتمادًا على دراجة الإصابة، وذلك إذا احتاج المريض إلى زرع الكلية أو إلى جلسات التحال (الغسيل الكلوي).

## الوبائيات
تُقدر نسبة الإصابة بالمتلازمة الغلصمية الأذنية الكلوية بنحو واحد من كل 40,000 شخص في البلدان الغربية. في مراجعة أجريت عام 2014، وُجدت 250 حالة في دولة اليابان.